# Верховный муфтий Саудовской Аравии
Верхо́вный му́фтий Сау́довской Ара́вии (араб. المفتي العامّ للمملكة العربية السّعودية‎, аль-муфтий аль-’амм ли-ль-мамлака аль-арабия ас-су’удия) — самая высокопоставленная религиозная должность в Саудовской Аравии. Верховный муфтий назначается лично Королём. На данный момент Верховным муфтием является Абдуль-Азиз ибн Абдуллах Аль аш-Шейх (3-й по счёту).

## Роль в обществе
Верховный муфтий обладает серьезным влиянием и властью в стране. Его основная деятельность — вынесение фетв по правовым и социальным вопросам. Саудовская государственная система во многом зависит от мнения Верховного муфтия.

## История
Первый Верховный муфтий был назначен королём Абдул-Азизом ибн Саудом в 1953 году. Им стал Мухаммад ибн Ибрахим Аль аш-Шейх. Два из трёх верховных муфтиев Саудовской Аравии являлись членами семьи Аль Шейх («Семья Шейха») — потомков салафитского улема Мухаммада ибн Абд аль-Ваххаба. Абдуль-Азиз ибн Баз не принадлежал к этому роду.
В 1969 году король Фейсал ибн Абдул-Азиз отменил должность Верховного муфтия и передал его полномочия Министерству юстиции. Должность была восстановлена в 1993 году вместе с назначением Абдуль-Азиза ибн База. В настоящее время должность занимает Абдуль-Азиз ибн Абдуллах Аль аш-Шейх, назначенный в 1999 году.

## Список Верховных муфтиев Саудовской Аравии
1. Мухаммад ибн Ибрахим Аль аш-Шейх (1953—1969)
  - Должность вакантна (1969—1993)
2. Абдуль-Азиз ибн Баз (1993—1999)
3. Абдуль-Азиз ибн Абдуллах Аль аш-Шейх (с 1999 года)